# Torino Film Festival 2011
La 29ª edizione del Torino Film Festival (TFF 29) si è svolta a Torino dal 24 novembre al 3 dicembre 2011, diretta da Gianni Amelio.
La serata inaugurale, madrina l'attrice Laura Morante, si è tenuta al Teatro Regio con la proiezione de L'arte di vincere (Moneyball) di Bennett Miller.
Nella serata inaugurale era anche prevista la consegna del Gran Premio Torino ad Aki Kaurismäki, ma il regista finlandese, di carattere schivo, ha preferito rinunciare alla cerimonia e ha ricevuto il premio il giorno successivo nel corso della conferenza stampa.
La cerimonia di premiazione si è tenuta il 3 dicembre, al termine della quale è stato proiettato Albert Nobbs di Rodrigo García.

## Sezioni

### Torino 29
- 17 ragazze (17 filles), regia di Delphine e Muriel Coulin (Francia)
- 50 e 50 (50/50), regia di Jonathan Levine (Stati Uniti)
- Á Annan Veg, regia di Hafsteinn Gunnar Sigurðsson (Islanda)
- A Little Closer, regia di Matthew Petock (Stati Uniti)
- Attack the Block - Invasione aliena  (Attack the Block), regia di Joe Cornish (Regno Unito, Francia)
- Gan-jeung, regia di Park Su-min (Corea del Sud)
- Ghosted, regia di Craig Viveiros (Regno Unito)
- I più grandi di tutti, regia di Carlo Virzì (Italia)
- Le Vendeur, regia di Sébastien Pilote (Canada)
- Seh-o-nim, regia di Naghi Nemati (Iran)
- The Raid - Redenzione (Serbuan maut), regia di Gareth Evans (Indonesia)
- Serdtsa bumerang, regia di Nikolaj Chomeriki (Irlanda)
- Tayeb, khalas, yalla, regia di Rania Attieh e Daniel Garcia (Emirati Arabi Uniti, Libano)
- Ulidi piccola mia, regia di Mateo Zoni (Italia)
- Vergiss dein Ende, regia di Andreas Kannengießer (Germania)
- Mosse vincenti (Win Win), regia di Tom McCarthy (Stati Uniti)

### Festa mobile - Aki Kaurismäki
Omaggio al regista finlandese Aki Kaurismäki che ha ricevuto il Gran Premio Torino.
- Miracolo a Le Havre (Le Havre), regia di Aki Kaurismäki (Finlandia, Francia, Germania, 2011)

### Festa mobile - Figure nel paesaggio
- 388 Arletta Avenue, regia di Randall Cole (Canada)
- A Good Old Fashioned Orgy, regia di Alex Gregory e Peter Huyck (Stati Uniti)
- Albert Nobbs, regia di Rodrigo García (Regno Unito, Irlanda) - film di chiusura
- Bad Posture, regia di Malcom Murray (Stati Uniti)
- Bereavement, regia di Stevan Mena (Stati Uniti)
- Condition, regia di Andreij Severnij (Stati Uniti)
- Dernière séance, regia di Laurent Achard (Francia)
- Die Unsichtbare, regia di Christian Schwochow (Germania)
- Good Luck, Mr. Gorsky, regia di Arron Shiver – cortometraggio (Stati Uniti)
- Il corpo del Duce, regia di Fabrizio Laurenti – documentario (Italia)
- Il giorno in più, regia di Massimo Venier (Italia)
- Il sorriso del capo, regia di Marco Bechis – documentario (Italia)
- Intruders, regia di Juan Carlos Fresnadillo (Spagna, Regno Unito, Stati Uniti)
- Jess + Moss, regia di Clay Jeter (Stati Uniti)
- L'era legale, regia di Enrico Caria (Italia)
- L'Illusion comique, regia di Mathieu Amalric – film TV (Francia)
- La guerra è dichiarata (La Guerre est déclarée), regia di Valérie Donzelli (Francia)
- Les Bien-Aimés, regia di Christophe Honoré (Francia)
- Midnight in Paris, regia di Woody Allen (Spagna, Stati Uniti)
- Bed Time (Mientras duermes), regia di Jaume Balagueró (Spagna)
- L'arte di vincere (Moneyball), regia di Bennett Miller (Stati Uniti) - film di apertura
- Pater, regia di Alain Cavalier (Francia)
- Sangue do Meu Sangue, regia di João Canijo (Portogallo)
- Sette opere di misericordia, regia di Gianluca e Massimiliano De Serio (Italia, Romania)
- Sic Fiat Italia, regia di Daniele Segre – documentario (Italia)
- Terri, regia di Azazel Jacobs (Stati Uniti)
- The Catechism Cataclysm, regia di Todd Rohal (Stati Uniti)
- Paradiso amaro (The Descendants), regia di Alexander Payne (Stati Uniti)
- The Dynamiter, regia di Matthew Gordon (Stati Uniti)
- The Oregonian, regia di Calvin Lee Reeder (Stati Uniti)
- Twixt, regia di Francis Ford Coppola (Stati Uniti)
- Wrecked, regia di Michael Greenspan (Stati Uniti)

### Festa mobile - Paesaggio con figure
- George Harrison: Living in the Material World, regia di Martin Scorsese – documentario (Stati Uniti)
- Into the Abyss, regia di Werner Herzog – documentario (Stati Uniti)
- Joann Sfar (dessins), regia di Mathieu Amalric – documentario (Francia)
- Les Éclats (Ma gueule, ma révolte, mon nom), regia di Sylvain George – documentario (Francia)
- Miramen, regia di Khristine Gillard e Marco Rebuttini – documentario (Belgio)
- Poo kor karn rai, regia di Thunska Pansittivorakul – documentario (Thailandia)
- Sangre de Cristo, regia di Marcy Saude – documentario (Stati Uniti)
- Sip'ohi - El lugar del Mandure, regia di Sebastian Lingiardi – documentario (Argentina)
- Sonnensystem, regia di Thomas Heise – documentario (Germania)
- Tatsumi, regia di Eric Khoo – film d'animazione (Giappone)
- The Ballad of Genesis and Lady Jaye, regia di Marie Losier – documentario (Stati Uniti)
- The Color of Pain, regia di Lee Kang-hyun – documentario (Corea del Sud)
- Think about Wood, Think about Metal, regia di Manon de Boer – mediometraggio (Belgio)
- Trong hay ngoai tay em, regia di Phuong Thao Tran – documentario (Vietnam)
- Von der Vermählung des Salamanders mit der grünen Schlange, regia di René Frölke – documentario (Germania)

### Festa mobile / Jeonju Digital Project
Progetto nato nel 2000 nell'ambito del Jeonju International Film Festival, che ogni anno propone tre film realizzati con la tecnica digitale.
- Aller au diable, regia di Claire Denis (Corea del Sud, Francia)
- Recuerdos de una mañana, regia di José Luis Guerín (Corea del Sud)
- Un héritier, regia di Jean-Marie Straub (Corea del Sud, Francia)

### Rapporto confidenziale - Sion Sono
Retrospettiva dedicata al cineasta giapponese Sion Sono.
- Rabu songu, regia di Sion Sono – cortometraggio (Giappone, 1985)
- Ore wa Sono Sion da!, regia di Sion Sono – mediometraggio (Giappone, 1985)
- Ai, regia di Sion Sono – mediometraggio (Giappone, 1986)
- Otoko no hanamichi, regia di Sion Sono (Giappone, 1986)
- Kessen! Joshiryō tai danshiryō, regia di Sion Sono (Giappone, 1988)
- Jitensha toiki, regia di Sion Sono (Giappone, 1990)
- Heya, regia di Sion Sono (Giappone, 1992)
- Keiko desu kedo, regia di Sion Sono (Giappone, 1997)
- Dankon: The Man, regia di Sion Sono (Giappone, 1998)
- Utsushimi, regia di Sion Sono (Giappone, 2000)
- Suicide Club (Jisatsu sākuru), regia di Sion Sono (Giappone, 2001)
- Noriko's Dinner Table (Noriko no shokutaku), regia di Sion Sono (Giappone, 2005)
- Into a Dream (Yume no naka e), regia di Sion Sono (Giappone, 2005)
- Strange Circus (Kimyō na sākasu), regia di Sion Sono (Giappone, 2005)
- Hazard, regia di Sion Sono (Giappone, 2005)
- Exte: Hair Extensions (Ekusute), regia di Sion Sono (Giappone, 2007)
- Love Exposure (Ai no mukidashi), regia di Sion Sono (Giappone, 2008)
- Be Sure to Share (Chanto tsutaeru), regia di Sion Sono (Giappone, 2009)
- Cold Fish (Tsumetai nettaigyo), regia di Sion Sono (Giappone, 2010)
- Guilty of Romance (Koi no tsumi), regia di Sion Sono (Giappone, 2011)

### Onde - Lungometraggi
- Hanezu no tsuki, regia di Naomi Kawase (Giappone)
- Intro, regia di Brandon Cahoon (Stati Uniti)
- Los viejos, regia di Martín Boulocq (Bolivia)
- Mirrors for Princes, regia di Lior Shamriz (Germania)
- Record Future, regia di Kentarō Kishi (Giappone)
- Sleepless Nights Stories, regia di Jonas Mekas (Stati Uniti)
- Twenty Cigarettes, regia di James Benning (Stati Uniti)
- Xiao shi da kan, regia di Hung-i Chen (Taiwan)

### Onde - Cortometraggi e mediometraggi
- At the Formal, regia di Andrew Kavanagh (Spagna)
- Figs, regia di Anu Valia (Stati Uniti)
- LubaBen, regia di Eva Pervolovici (Francia)
- Sent på Jorden, regia di John Skoog (Svezia)
- Son of a Gun, regia di Antoine Barraud e Claire Doyon (Francia)
- Waking Things, regia di Melika Bass (Stati Uniti)

### Onde - Eugène Green
Retrospettiva dedicata al cineasta francese Eugène Green.
- Toutes les nuits, regia di Eugène Green (Francia, 2001)
- Le monde vivant, regia di Eugène Green (Francia, Belgio, 2003)
- Le pont des Arts, regia di Eugène Green (Francia, 2004)
- Les signes, regia di Eugène Green – mediometraggio (Francia, 2006)
- Correspondances, regia di Eugène Green, episodio di Memories (Francia, Corea del sud, 2007)
- A Religiosa Portuguesa, regia di Eugène Green (Francia, Portogallo, 2009)

### Italiana.doc
- Bad Weather, regia di Giovanni Giommi (Germania, Regno Unito)
- L'albero delle fragole (El árbol de las fresas), regia di Simone Rapisarda Casanova (Messico)
- Ferrhotel, regia di Mariangela Barbanente (Italia)
- Freakbeat, regia di Luca Pastore (Italia)
- Il castello, regia di Massimo D'Anolfi e Martina Parenti (Italia)
- L'orogenesi, regia di Caldwell Lever (Stati Uniti)
- Land of Joy, regia di Laura Lazzarin (Germania)
- Le tre distanze, regia di Alessandro Pugno (Italia)
- Un mito antropologico televisivo, regia di Maria Helene Bertino, Dario Castelli, Alessandro Gagliardo (Italia)
- [S]comparse, regia di Antonio Tibaldi (Italia)

### Italiana.doc - Fuori concorso
- Ed è così. Circa. Più o meno, regia di Tonino De Bernardi (Italia)
- Inconscio italiano, regia di Luca Guadagnino (Italia)

### Italiana.doc - Lezione di cinema
- Palazzo delle Aquile, regia di Stefano Savona, Alessia Porto, Ester Sparatore (Francia, Italia)

### Italiana.corti
- De la mutabilité de toute chose et de la possibilité d'en changer certaines, regia di Anna Marziano (Francia)
- Dell'ammazzare il maiale, regia di Simone Massi – film d'animazione (Italia)
- El cuento, regia di Enrico Mandirola (Ecuador)
- Ethos (verrà presto il giorno in cui gli attori e le attrici non crederanno più che le loro maschere e i loro costumi siano essi stessi), regia di Fabrizio Ferraro (Italia)
- Fireworks'', regia di Giacomo Abbruzzese (Francia, Italia)
- În forma lucrurilor care trebuie să vină, regia di Riccardo Giacconi, Andrea Morbio, Daniele Zoico (Italia)
- Occhio di vetro cuore non dorme, regia di Gabriele Di Munzio (Italia)
- Sur le traces de Lygia Clark. Souvenirs et évocations des ses années parisiennes, regia di Paola Anziché e Irene Dionisio (Italia)
- Via Curiel 8, regia di Mara Cerri e Magda Guidi – film d'animazione (Francia)

### Figli e amanti
Film scelti da cinque attori/registi italiani e che sono stati di ispirazione per le loro scelte professionali.
- Mamma Roma, regia di Pier Paolo Pasolini (Italia, 1962)
- Round Midnight - A mezzanotte circa (Round Midnight), regia di Bertrand Tavernier (Francia, Stati Uniti, 1986)
- Cane di paglia (Straw Dogs), regia di Sam Peckinpah (Stati Uniti, Regno Unito, 1971)
- Allonsanfàn, regia di Paolo e Vittorio Taviani (Italia, 1974)
- Il tetto, regia di Vittorio De Sica (Italia, 1956)

### Robert Altman
Retrospettiva, a cura di Emanuela Martini, dedicata al regista statunitense Robert Altman (1925-2006).

#### Regie cinematografiche - Cortometraggi
- Honeymoon for Harriet, regia di Maurice Prather, sceneggiatura di Robert Altman (Stati Uniti, 1950)
- The Perfect Crime (Stati Uniti, 1955)
- The Model's Handbook – documentario (Stati Uniti, 1956)

#### Regie cinematografiche - Lungometraggi
- La storia di James Dean (The James Dean Story) – documentario (Stati Uniti, 1957)
- The Delinquents (Stati Uniti, 1957)
- Conto alla rovescia (Countdown) (Stati Uniti, 1968)
- Quel freddo giorno nel parco (That Cold Day in the Park) (Stati Uniti, Canada, 1969)
- M*A*S*H (Stati Uniti, 1970)
- Anche gli uccelli uccidono (Brewster McCloud) (Stati Uniti, 1970)
- I compari (McCabe & Mrs. Miller) (Stati Uniti, 1971)
- Images (Regno Unito, Stati Uniti, 1972)
- Il lungo addio (The Long Goodbye) (Stati Uniti, 1973)
- Gang (Thieves Like Us) (Stati Uniti, 1974)
- California Poker (California Split) (Stati Uniti, 1974)
- Nashville (Stati Uniti, 1975)
- Buffalo Bill e gli indiani (Stati Uniti, Buffalo Bill and the Indians, or Sitting Bull's History Lesson) (Stati Uniti, 1976)
- Tre donne (Three Women) (Stati Uniti, 1977)
- Un matrimonio (A Wedding) (Stati Uniti, 1978)
- Quintet (Stati Uniti, 1979)
- Una coppia perfetta (A Perfect Couple) (Stati Uniti, 1979)
- Health (Stati Uniti, 1980)
- Popeye - Braccio di Ferro (Popeye) (Stati Uniti, 1980)
- Jimmy Dean, Jimmy Dean (Come Back to the «5 and Dime», Jimmy Dean, Jimmy Dean) (Stati Uniti, 1982)
- Streamers (Stati Uniti, 1983)
- Secret Honor (Stati Uniti, 1984)
- Non giocate con il cactus (O.C. and Stiggs) (Stati Uniti, 1985)
- Follia d'amore (Fool for Love) (Stati Uniti, 1985)
- Terapia di gruppo (Beyond Therapy) (Stati Uniti, 1987)
- Aria, episodio Les Boréades (Regno Unito, 1987)
- Vincent & Theo (Paesi Bassi, Regno Unito, Francia, Italia, Germania, 1990)
- I protagonisti (The Player) (Stati Uniti, 1992)
- America oggi (Short Cuts) (Stati Uniti, 1993)
- Prêt-à-Porter (Stati Uniti, 1994)
- Kansas City (Stati Uniti, Francia, 1996)
- Conflitto d'interessi (The Gingerbread Man) (Stati Uniti, 1998)
- La fortuna di Cookie (Cookie's Fortune) (Stati Uniti, 1999)
- Il dottor T & le donne (Dr. T & the Women) (Stati Uniti, Germania, 2000)
- Gosford Park (Regno Unito, Stati Uniti, Italia,  2001)
- The Company (Stati Uniti, Germania, 2003)
- Radio America (A Prairie Home Companion) (Stati Uniti, 2006)

#### Regie televisive
- Alfred Hitchcock presenta (Alfred Hitchcock Presents): episodio The Young One (Stati Uniti, 1957)
- Alfred Hitchcock presenta (Alfred Hitchcock Presents): episodio Together (Stati Uniti, 1958)
- Troubleshooters: episodio Liquid Death (Stati Uniti, 1959)
- Troubleshooters: episodio The Cat Skinner (Stati Uniti, 1959)
- Troubleshooters: episodio Tiger Culhane (Stati Uniti, 1959)
- Troubleshooters: episodio Gino (Stati Uniti, 1959)
- Troubleshooters: episodio Harry Maru (Stati Uniti, 1960)
- Troubleshooters: episodio No Stone Unturned (Stati Uniti, 1960)
- Bonanza: episodio Silent Thunder (Stati Uniti, 1960)
- Combat!: episodio Cat and Mouse (Stati Uniti, 1962)
- Combat!: episodio I Swear by Apollo (Stati Uniti, 1962)
- Combat!: episodio The Volunteer (Stati Uniti, 1963)
- Combat!: episodio Survival (Stati Uniti, 1963)
- The Crisis (Kraft Suspense Theatre): episodio Once Upon a Savage Night (Stati Uniti, 1964)
- Basements (Canada, 1987)
- Tanner '88: 11 episodi (Stati Uniti, 1988)
- Gun: episodio All the President's Women (Stati Uniti, 1997)
- Tanner on Tanner: 4 episodi (Stati Uniti, 2004)

### Dorian Gray
Omaggio all'attrice Dorian Gray, scomparsa il 15 febbraio 2011.
- Il grido, regia di Michelangelo Antonioni (Italia, 1957)
- Racconti d'estate, regia di Gianni Franciolini (Italia, 1958)
- Mogli pericolose, regia di Luigi Comencini (Italia, 1958)
- Il mattatore, regia di Dino Risi (Italia, 1960)
- Crimen, regia di Mario Camerini (Italia, 1960)
- Thrilling, episodio Sadik, regia di Gian Luigi Polidoro (Italia, 1965)

### Spazio Torino
- Aid el kebir, la festa grande, regia di Simone Giovine – cortometraggio (Italia)
- Cercenasco 17, regia di Haifa Baccouche e Nada El Ghazzali – cortometraggio (Italia)
- Irene, regia di Davide Arosio – cortometraggio (Italia)
- Mr Doyle, regia di Alessio Mattia e Paolo Gonella – cortometraggio (Italia)
- Non ho nulla da concordare - Deluxe, del collettivo H12 – cortometraggio (Italia)
- Se davvero prenderò il volo, regia di Filippo Vallegra – cortometraggio (Italia)

### TorinoFilmLab
- Hanotenet, regia di Hagar Ben Asher (Israele, Germania)
- Hi-so, regia di Aditya Assarat (Thailandia)
- I'm Going to Change My Name a.k.a. Alaverdy (Work in Progress), regia di Marija Saakjan (Armenia, Russia, Germania, Danimarca)
- Swans, regia di Hugo Vieira da Silva (Germania, Portogallo)

### Cinema e cinemi
- 394 - Trilogia nel mondo, regia di Massimiliano Pacifico – documentario (Italia)
- Circo Fellini, regia di Adriano Aprà – documentario (Italia, Stati Uniti)
- All'ombra del conformista, regia di Adriano Aprà – documentario (Italia)
- Italiani all'opera! - Gli italiani in Argentina, regia di Franco Brogi Taviani – documentario (Italia)
- Non ho tempo, regia di Ansano Giannarelli (Italia, 1973)
- Mannequin - Frammenti di una donna (Puzzle of a Downfall Child), regia di Jerry Schatzberg (Stati Uniti, 1970)

## Giurie

### Torino 29
- Jerry Schatzberg, regista (Stati Uniti) - Presidente
- Michael Fitzgerald, produttore (Stati Uniti)
- Valeria Golino, attrice (Italia)
- Shekhar Kapur, regista (India)
- Brillante Mendoza, regista (Filippine)

### Premio miglior documentario internazionale
- Vincent Dieutre, regista (Francia)
- Andréa-Tavie Picard, curatrice (Francia)
- João Trabulo. regista e produttore (Portogallo)

### Italiana.doc
- Françoise Lebrun, attrice (Francia)
- Sirkka Möller, curatrice (Germania)
- Eugenio Renzi, critico (Italia)

### Italia.corti
- Yuri Ancarani, regista (Italia)
- Alice Rohrwacher, regista (Italia)
- Carlo Michele Schirinzi, regista (Italia)

## Premi

### Torino 29
- Miglior film: Á Annan Veg di Hafsteinn Gunnar Sigurðsson
- Premio speciale della Giuria ex aequo: 17 ragazze (17 filles) di Delphine e Muriel Coulin e Tayeb, khalas, yalla di Rania Attieh e Daniel Garcia
- Premio per la miglior attrice: Renate Krössner per Vergiss dein Ende
- Premio per il miglior attore: Martin Compston per Ghosted

### Premio miglior documentario internazionale
- Miglior film: Les Éclats (Ma gueule, ma révolte, mon nom) di Sylvain George
- Menzione speciale: The Color of Pain di Lee Kang-hyun

### Italiana.doc
- Miglior documentario italiano: L'orogenesi di Caldwell Lever
- Premio speciale della Giuria: Il castello di Massimo D'Anolfi e Martina Parenti
- Menzione speciale: Freakbeat di Luca Pastore

### Italia.corti
- Miglior cortometraggio italiano: Via Curiel 8 di Mara Cerri e Magda Guidi
- Premio speciale della Giuria: Occhio di vetro cuore non dorme di Gabriele Di Munzio
- Menzione speciale: Dell'ammazzare il maiale di Simone Massi

### Premi collaterali
- Premio Cipputi - Miglior film sul mondo del lavoro: Le Vendeur di Sébastien Pilote
- Spazio Torino - Premio Chicca Richelmy per il Miglior cortometraggio italiano: Se davvero prenderò il volo di Filippo Vallegra
- Premio FIPRESCI: Le Vendeur di Sébastien Pilote
- Premio Scuola Holden per la miglior sceneggiatura: Á Annan Veg di Hafsteinn Gunnar Sigurðsson
- Premio del pubblico Achille Valdata: 50 e 50 (50/50), regia di Jonathan Levine
- Premio Avanti!: Il castello di Massimo D'Anolfi e Martina Parenti
- Premio UCCA Venti città:
  - Ferrhotel di Mariangela Barbanente
  - Menzione speciale: Bad Weather di Giovanni Giommi e Un mito antropologico televisivo di Maria Helene Bertino, Dario Castelli, Alessandro Gagliardo
- Premio Bassan - Arte e mestiere per la miglior scenografia: Marcus Rowland per Attack the Block - Invasione aliena  (Attack the Block)
- Premio "Gli Occhiali di Gandhi":
  - Vergiss dein Ende di Andreas Kannengießer
  - Menzione speciale: Into the Abyss di Werner Herzog e Condition di Andreij Severnij

## Pubblicazioni
- 29 TFF - Torino Film Festival, Torino, Museo nazionale del cinema, novembre 2011.